# Rivula maxwelli
Rivula maxwelli là một loài bướm đêm trong họ Erebidae.